# Дедюево (разъезд)
Дедю́ево — разъезд в Топкинском районе Кемеровской области. Входит в состав Топкинского сельского поселения.

## География
Центральная часть населённого пункта расположена на высоте 231 м над уровнем моря.

## Население
| 2010 |
| ---- |
| 6    |

### Половой состав
По данным Всероссийской переписи населения 2010 года, в разъезде Дедюево проживало 6 человек (3 мужчины, 3 женщины)